# 林海动力机械
江蘇林海動力機械集團公司，中国福马机械集团有限公司旗下公司，中國機械工業集團有限公司屬下機構。

## 历史
是在1956年成立，在1997年把林海股份有限公司（上交所：600099）於上海證券交易所主板上市。主要生產摩托車、助力車、消防機械、沙灘車、發動機等產品，
2019年5月，董事長为孙峰。
2008年，林海動力機械集團被國機集團收購。